# Francesc Fornells i Vilar
Francesc Fornells i Vilar fou un compositor i violinista nascut el 1887 a Barcelona (Catalunya). Va ser alumne de Millet, Nicolau i Pujol i durant tota la seva vida va estar molt lligat a l'Orfeó Català. Va ser l'encarregat de fer nombreses transcripcions del s. XVI i s. XVII i, sobretot, arranjaments de música coral. Entre la seva música coral destaquen Heroica, Margaridoia, Aves y flores, Cançoneta amorosa, Colección de habaneras, Mi joya i Los dos hermanos. S'encarregà de realitzar l'obra escènica La mel als llavis. També destaca per la seva gran producció de sardanes. Morí el 1962 a la seva ciutat natal, Barcelona.

## Obres
| L'amoreta                  | Sardana per a cobla | 1949 |
| Campanes al vol            | Sardana per a cobla | 1947 |
| Damisel·la, si vos plau?   | Sardana per a cobla | 1948 |
| De bon matí                | Sardana per a cobla | 1917 |
| Espiga daurada             | Sardana per a cobla | 1952 |
| El Gafarró                 | Sardana per a cobla |      |
| El gegant del pi           | Sardana per a cobla |      |
| Gentil                     | Sardana per a cobla | 1922 |
| La gentil Caterineta       | Sardana per a cobla |      |
| L'heroi                    | Sardana per a cobla | 1931 |
| Margaridoia                | Sardana per a cobla | 1908 |
| La mel als llavis          | Sardana per a cobla |      |
| Mireia                     | Sardana per a cobla | 1919 |
| Nines i ninots             | Sardana per a cobla |      |
| La nineta                  | Sardana per a cobla |      |
| Noies que somnieu          | Sardana per a cobla |      |
| La promesa (Nuri)          | Sardana per a cobla | 1956 |
| Puiggraciós (Puig Graciós) | Sardana per a cobla |      |
| Rosa Àurea                 | Sardana per a cobla | 1954 |
| La Rosa dels Vents         | Sardana per a cobla | 1955 |
| Sa caleta de Lloret        | Sardana per a cobla | 1961 |
| El soldat i la donzella    | Sardana per a cobla | 1920 |
| La Torre de Pals           | Sardana per a cobla | 1949 |
| Els tres tambors           | Sardana per a cobla |      |
| Vela al vent               | Sardana per a cobla | 1953 |
| Violeta                    | Sardana per a cobla | 1956 |
| Virolet                    | Sardana per a cobla | 1924 |